# Ækvatorialguinea
Ækvatorialguinea er en republik i Centralafrika med grænser mod Cameroun, Gabon og Bonnybugten (tidl. kendt som Biafrabugten) i Atlanterhavet. Det er et af Afrikas mindste lande. Landet har navn efter den historiske region Guinea og dets beliggenhed i Ækvatorialafrika.

## Historie
Øen Bioko blev opdaget i 1471 af den portugisiske opdagelsesrejsende Fernando de Póo og blev portugisisk koloni indtil den blev afgivet til Spanien i 1778. Fastlandsdelen af landet blev et spansk protektorat i 1885 og en koloni i 1900. Ækvatorialguinea blev selvstændigt i 1968 efter 190 år som den spanske koloni, Spansk Guinea.
Efter at landet havde fået sin uafhængighed fra Spanien den 12. oktober 1968, kom Francisco Macias Nguema til magten. Nguema tilhørte folkegruppen fang og var medlem af mongomoklanen. Han blev i 1968 valgt i det første demokratiske valg, som blev holdt i landet. Hans despotiske og blodige styre varede i 11 år til han blev afsat og henrettet for folkemord og højforræderi.
Den nuværende præsident og diktator, Teodoro Obiang, har styret landet med brutal hånd siden han tog magten gennem et kup i 1979, hvor han afsatte sin onkel og forgænger Francisco Macías Nguema.

## Geografi
Republikken Ækvatorialguinea ligger i det vestlige Centralafrika. Hovedstaden Malabo ligger på øen Bioko, som ligger ca. 40 km fra Cameroun. Ækvatorialguinea er dermed blandt de tre lande i verden - de andre er Danmark og Gambia - som har et fastland, men hvor hovedstaden ligger på en ø. Øen Annobón ligger ca. 595 km sydvest for øen Bioko. Delen af landet, der er beliggende på det afrikanske kontinent mellem Gabon og Cameroun, benævnes Rio Muni. Klimaet er tropisk. Kraftige storme og oversvømmelser forekommer.

### Landegrænser
- 189 km med Cameroun
- 350 km med Gabon

## Økonomi
Før selvstændigheden var landet afhængig af produktion af kokos. Store olieforekomster blev opdaget i 1996, hvilket har resulteret i, at Ækvatorialguinea nu er den tredjestørste olieeksportør i Afrika syd for Sahara. Andre vigtige erhverv er skovbrug, landbrug og fiskeri.

## Befolkning
Hovedparten af Ækvatorialguineas befolkning har Bantuoprindelse. Den største stamme, Fang, udgør hovedparten af befolkning på hovedlandet. En stor udvandring til Bioko har også gjort at denne stamme nu også udgør og dominerer de øvrige bantu indbyggere på denne ø. Fang udgør 80% af indbyggerne og er opdelt i 67 klaner. Klanerne i den nordlige del af Rio Muni taler fang-ntumu, mens de sydlige klaner taler fang-okah. Bubi som udgør 15% af indbyggerne lever hovedsagelig på Biokoøen. Herudover er der en række kystnære stammer, Ndowes, Bujebas, Balengues og Bengas. Tilsammen udgør disse grupper cirka 5% af befolkningen. Der er et stigende antal personer fra de nærliggende lande Cameroun, Nigeria og Gabon.